# كالح

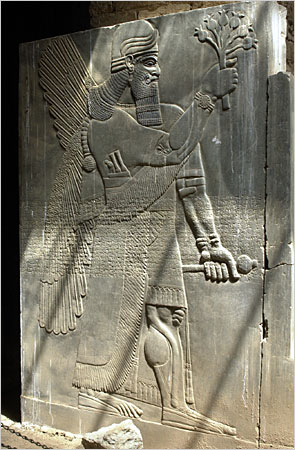
منحوتة من كالح

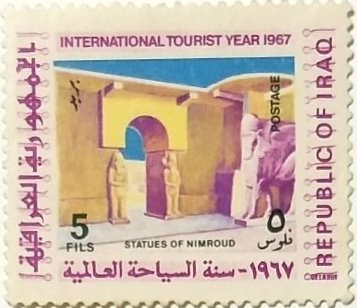
طابع بريدي عراقي فئة 5 فلوس صدر عام 1967 ضمن مجموعة سنة السياحة العالمية ويظهر فيه آثار النمرود

كالح وتعرف كذلك بأسماء أخرى ككالخو وكالخو والنمرود، كانت مدينة آشورية، آثارها باقية، موقعها في ناحية النمرود والمسافة 30 كيلومتراً بينها وبين مدينة الموصل شمالاً، في جمهورية العراق اليوم، أسست كالخو في القرن الثالث عشر قبل الميلاد. وأصبحت في القرن التاسع قبل الميلاد عاصمة الإمبراطورية الآشورية الحديثة زمن الملك آشور ناصربال الثاني، ودمرت في العام 612 ق.م على يد البابيلين والميديين. وتم في ما بعد تخريب ما تبقى من الاثار على يد تنظيم الدولة الاسلامية في الموصل سنة 2015 ، وتمت إعادة اعمار وترميم المدينة الأثرية بالتعاون مع اليونسكو 2017 .

## الاسم
يرد اسم المدينة في النصوص الآشورية على شكل كالخو، وفي التناخ يرد الاسم بشكل كالخ/ كالح، أما الاسم نمرود فهو على الأرجح تسمية حديثة مستمدة من الشخصية التناخية «نمرود»، فأقدم ذكر لهذه التسمية يعود للرحالة الألماني «كارستن نيبور» والذي زار موقع المدينة في العام 1766 م.

## آثار

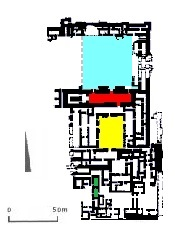
مخطط القصر

تمت أولى عمليات التنقيب في الموقع في العام 1846 م بإدارة الدبلوماسي والآثاري البريطاني «(السير أوستن هنري لايارد Sir Austen Henry Layard)»، وقد كشفت عن بقايا قصر كبير، وتحصينات. كما عثر كذلك مجموعة كبيرة من المنحوتات من حجر الألبستر، ومشغولات عاجية ومسلات وتماثيل ضخمة.
في عام 1955 م كشفت الحفريات في معبد نبو والتي ادارها الآثاري البريطاني "Sir Max Edgar Lucien Mallowan" عن رقم مسمارية عليها نصوص تحوي عهود الولاء التي قدمها الحكام التابعين في الدولة الآشورية للملوك الآشوريين.

## كالح الآن
تعاني كالح في السنوات الماضية من الإهمال، حيث تتعرض الآثار المكشوفة للتعرية بسبب التصحر في المنطقة.

## التدمير
واجهت معالم كالح المتنوعة تهديدات نتيجة تعرضها لعوامل الطقس القاسية في المناخ العراقي. فقد أدى عدم توفر أسقف واقية مناسبة إلى جعل النقوش البارزة القديمة في الموقع عرضة للتآكل بفعل الرمال المحملة بالرياح والأمطار الموسمية الغزيرة.
في منتصف عام 2014، احتلت الدولة الإسلامية في العراق والشام (داعش) المنطقة المحيطة بكالح. وقام داعش بتدمير مواقع دينية أخرى، بما في ذلك مسجد النبي يونس (يونان) في الموصل. وفي أوائل عام 2015، أعلنوا نيتهم تدمير العديد من القطع الأثرية القديمة التي اعتبروها شركية أو غير إسلامية؛ وبعد ذلك، دمروا آلاف الكتب والمخطوطات في مكتبات الموصل. وفي فبراير 2015، دمر داعش النصب الأكدية في متحف الموصل، وفي 5 مارس 2015، أعلنت العراق أن مسلحي داعش قاموا بهدم كالح وموقعها الأثري بحجة أنها تجديف.
قام أحد أعضاء داعش بتصوير عملية التدمير، معلنًا: "هذه الأطلال خلفي، إنها أصنام وتماثيل كان الناس يعبدونها في الماضي بدلاً من الله. لقد أزال النبي محمد الأصنام بيديه العاريتين عندما دخل مكة. وقد أُمرنا من قبل نبيّنا بأن نزيل الأصنام وندمرها، وقد فعل بذلك أصحاب النبي فيما بعد، عندما فتحوا البلدان."
أعلن داعش عن نيته تدمير أبواب المدينة المُرممة في نينوى.
واصل داعش القيام بأعمال هدم في المدينة البرثية المهجورة لحطرا.
في 12 أبريل 2015، ظهر في فيديو على الإنترنت لمقاتلين، يُزعم أنهم يقومون بالطرق، والهرم، واستخدام المتفجرات لتفجير أجزاء من كالح.
صرحت إيرينا بوكوفا، المديرة العامة لليونسكو، بأن "التدمير المتعمد للتراث الثقافي يشكل جريمة حرب".
قارن رئيس الرابطة السريانية في لبنان الخسائر في الموقع بتدمير الثقافة على يد الإمبراطورية المغولية.
في نوفمبر 2016، أظهرت الصور الجوية عملية تسوية منهجية للزقورة بواسطة الآلات الثقيلة.
في 13 نوفمبر 2016، استعاد الجيش العراقي المدينة من داعش. وذكر قيادة العمليات المشتركة أنه قام برفع العلم العراقي فوق مبانيها واستولى كذلك على القرية الآشورية نُومانية، على هامش المدينة.
وبحلول استعادة كالح، تم تدمير حوالي 90% من الجزء المستخرج من المدينة بالكامل. فقد تضررت كل الهياكل الرئيسية، وسُويت زقورة نمرود، ولم يتبق سوى عدد قليل من الجدران المكسورة المتناثرة من قصر آشور نصرب الثاني، فيما تم تحطيم اللاماسو التي كانت تحرس أبوابها وتفريقها عبر المشهد.

### إعادة ترميم الموقع
بدأ برنامج تجديد في يوليو 2017 بدعم من اليونسكو. شملت المرحلة الأولى إجراء دراسات للأضرار التي لحقت بالموقع، وتشكيل فريق عراقي للصيانة والتأهيل، والحفاظ على التراث الثقافي للمدينة وأرشفةه بالتعاون مع مؤسسة سميثسونيان الأمريكية. وتم إطلاق المرحلة الثانية في أكتوبر 2019 بهدف ترميم القصر الشمالي.
اعتباراً من عام 2020، قام علماء الآثار من مشروع إنقاذ نمرود بتنفيذ موسمين من العمل في الموقع، حيث قاموا بتدريب علماء الآثار العراقيين المحليين على حماية التراث والمساعدة في الحفاظ على البقايا. وهناك خطط لإعادة الإعمار وتطوير السياحة جارٍ إعدادها، ولكن من المحتمل ألا تُنفذ خلال العقد القادم.
أبلغت أولى أعمال التنقيب الرئيسية، التي انطلقت في منتصف أكتوبر 2022 بواسطة فريق من جامعة بنسلفانيا، عن اكتشاف لوح عتبة باب يحمل نقوشاً في ديسمبر.

### الأمن بعد الدولة الإسلامية
بعد تحرير المدينة من الدولة الإسلامية، يتم إدارة أمن المدينة القديمة بواسطة القوة الأمنية العرقية الآشوريين من خلال وحدات حماية سهل نينوى.

## أعلام
- سنحاريب
- سرجون الثاني